# Альберто Медіна
Альберто Медіна Брісеньйо (ісп. Alberto Medina Briseño, нар. 29 травня 1983, Кульякан, Мексика) — мексиканський футболіст, що грає на позиції півзахисника у клубі «Корас».
Виступав, зокрема, за клуб «Гвадалахара», а також національну збірну Мексики.

## Клубна кар'єра
У дорослому футболі дебютував 2000 року виступами за команду клубу «Гвадалахара», в якій провів дванадцять сезонів, взявши участь у 323 матчах чемпіонату. Більшість часу, проведеного у складі «Гвадалахари», був основним гравцем команди.
Згодом з 2012 по 2016 рік грав у складі команд клубів «Пачука», «Пуебла», «Чьяпас» та «Оахака».
З 2016 року виступає у клубі «Корас».

## Виступи за збірну
2003 року дебютував в офіційних матчах у складі національної збірної Мексики. Протягом кар'єри у національній команді, яка тривала 9 років, провів у формі головної команди країни 56 матчів, забивши 6 голів.
У складі збірної був учасником розіграшу Кубка конфедерацій 2005 року у Німеччині, розіграшу Золотого кубка КОНКАКАФ 2005 року у США, розіграшу Кубка Америки 2007 року у Венесуелі, на якому команда здобула бронзові нагороди, розіграшу Золотого кубка КОНКАКАФ 2007 року у США, де разом з командою здобув «срібло», розіграшу Золотого кубка КОНКАКАФ 2009 року у США, здобувши того року титул континентального чемпіона, чемпіонату світу 2010 року у ПАР.

## Титули і досягнення
- Бронзовий призер Кубка Америки: 2007
- Переможець Золотого кубка КОНКАКАФ: 2009
- Срібний призер Золотого кубка КОНКАКАФ: 2007